# 赫丘勒·白羅
赫尔克里·波洛（英語：Hercule Poirot，又译赫丘勒·白罗、埃居尔·普瓦罗），是一位由阿加莎·克里斯蒂創造的比利時偵探。與简·马普尔並列為阿加莎·克里斯蒂最有名且長壽的角色之一，於出版於1920年至1975年且背景設定於同一時代的33部小說、1部劇本與超過50部短篇集出場。
波罗於廣播節目、戲劇、電影與電視節目被多位演員飾演過。包括約翰·莫法特、亞伯特·芬尼、彼得·尤斯汀諾夫、伊恩·霍姆、湯尼蘭·道爾、艾佛瑞·莫利納、大衛·蘇歇與肯尼斯·布萊納。
在2012年，日本《朝日新聞》的問卷調查「最難忘的名偵探」顯示的名偵探排名結果是前20名的第5位。

## 波羅的生平
波罗是比利时退休警官，因為母語是法語，常常被誤認作法国人。
他在一战期间作為難民到英国居住，开始了他的第二职业——私人侦探。作品中（他的名片上）他住在伦敦桑德赫斯特广场的怀海芬大厦56B，选择这里的原因，波罗称是因为建物格局方正，比例对称。
身高五尺四英寸──約163公分左右。特徵為蛋型頭顱、綠色眼珠、保養完好並引以為傲的八字鬍、讲究的衣着、閃亮的漆皮鞋等，是位有極度潔癖的小個子老頭。有時行為做作滑稽，要求條理、整潔，曾嘆過「為什麼雞蛋不是方形的？」。
他相當驕傲於自己在追查犯罪上的成就，卻又喜歡自稱謙虛。在追查犯人的方式上，不願意親身至罪案現場搜證，諸如尋找指紋、頭髮、煙灰等等。認為這等仔細搜證應當由專業的警察官方來做，沒必要親自出馬。書中數次出現波罗戲稱警察為警犬的句子。波罗更偏好坐在椅子中，聽取報告，按他的话说是「動動灰色腦細胞」，分析罪犯的心理来发现证据，可謂一種安樂椅神探。这种断案方式招致过他的好友同时也是他的助手亚瑟·海斯汀用“足不出户是否可以破案”来与他打赌。
其辦案方式講究探求人的心理狀態，什麼樣的人會做出怎樣的案子，不會做出怎樣的案子等等。常於聊天似的審問中掘取看似無關的重點，也经常偷听来观察人物的心理。

## 波洛登場的作品
波洛的故事贯穿了他在英国的整个生活，从1920年的第一本书《斯泰尔斯庄园奇案》（The Mysterious Affair at Styles）出场，当时他是以一位比利时难民住在斯泰尔斯庄园，到最后的《幕》（又譯《謝幕》）（Curtain），波罗又去斯泰尔斯庄园，於最後一案去世，當時的《紐約時報》以頭版登出他的訃聞。他也在英国以外的地方破案，其中就包括著名的《东方快车谋杀案》（Murder on the Orient Express，1934年）。
1926年，因为《罗杰疑案》（The Murder of Roger Ackroyd）中的出色表现，赫丘里·波罗开始名声大振，这部书也成为侦探小说的名篇。除此之外，以波罗为角色的大量小说在1932年到1942年出现，比较著名的有《东方快车谋杀案》、《ABC谋杀案》（The ABC Murders，1935年）、《牌中牌》 （Cards on the Table，1936年）和《尼罗河惨案》（Death on the Nile，1937年）。1942年，在小说《啤酒谋杀案》（或称《五只小猪》，Five Little Pigs/aka Murder in Retrospect）中，波罗通过他的分析侦破了一起16年前的谋杀。这些作品都成为阿嘉莎·克莉斯蒂推理小说中的名篇。
- The Mysterious Affair at Styles (1920年)
- Murder on the Links (1923年)
- 首相绑架案/白羅出擊 Poirot Investigates (1924年)
- 羅傑·艾克洛命案 The Murder of Roger Ackroyd (1926年)
- The Big Four (1927年)
- The Mystery of the Blue Train (1928年)
- Peril at End House (1932年)
- Lord Edgware Dies/Thirteen at Dinner (1933年)
- 东方快车谋杀案 Murder on the Orient Express (1934年)
- 三幕悲剧 Three Act Tragedy (1935年)
- Death in the Clouds (1935年)
- The A.B.C. Murders (1936年)
- Cards on the Table (1936年)
- Murder in Mesopotamia (1936年)
- Death on the Nile (1937年)
- Dumb Witness (1937年)
- Murder in the Mews (1937年)
- 死亡约会 Appointment with Death (1938年)
- Hercule Poirot's Christmas (1939年)
- One, Two, Buckle My Shoe (1940年)
- Sad Cypress (1940年)
- Evil Under the Sun (1941年)
- Five Little Pigs (1942年)
- 空幻之屋/池邊的幻影 The Hollow (1946年)
- The Labours of Hercules (1947年)
- 顺水推舟 Taken at the Flood/There Is a Tide  (1948年)
- Mrs McGinty's Dead (1952年)
- After the Funeral/Funerals are Fatal (1953年)
- Hickory Dickory Dock (1955年)
- Dead Man's Folly (1956年)
- Cat Among the Pigeons (1959年)
- The Clocks (1963年)
- Third Girl (1966年)
- Halloween Party (1969年)
- Elephants Can Remember (1972年)
- Poirot's Early Cases (1974年)
- Curtain（写于1940年，于1975年出版）

## 波罗的配角
与波罗相伴的许多角色经常出现在有关他的作品中。波罗的好友陸軍上尉亚瑟·海斯汀他们在波罗来到英国后不久便相识。他们的关系几乎相当于福爾摩斯与華生，海斯廷上尉是波罗一生的助手，但是他的头脑显然与波罗差距很大。波罗与苏格兰场探长傑派有着很好的私人关系，波罗在比利时工作时他们相识，当时两人同在布鲁塞尔调查亚伯克兰毕伪造案。
其它的配角还有侦探小说家奥利薇夫人（Ariadne Oliver），这位小说家的角色带有阿嘉莎自讽的幽默，她对破案的热情从不减退，但她的推理总让其他人——包括波罗——头疼。波罗还有一个秘书萊蒙（Lemon）小姐，她像其他秘书一样兢兢业业，管理者波罗的事务，有时也为破案做些调查工作。另外如巴鬥主任、雷斯上校也都是白羅的朋友。
与其他虚构的大牌侦探类似，波罗也没有结婚。他一生的摯爱，薇拉·罗萨考夫女伯爵（Countess Vera Rossakoff），在三个短篇《双重线索》（The Double Clue）、《惡犬克爾柏洛斯》（The Capture of Cerberus）和《四大魔头》（The Big Four）中出现过。

## 創作背景
據阿嘉莎·克莉絲蒂在自傳中表示，她在第一次世界大戰期間見到的比利時難民啟發了她對白羅這個人物的塑造。後來，有人推測白羅的原型是比利時警察雅克·奥尔纳，奥尔纳為躲避戰亂在1914年與兒子前往英國，且可能與阿嘉莎·克莉絲蒂見過面。
克莉絲蒂在創造這個角色時，覺得他應該跟夏洛克·福爾摩斯一樣有個響亮名字，最終將其命名為「赫丘勒·白羅」。後來克莉絲蒂在寫完《高爾夫球場命案》之後認為白羅年紀太大了：「我現在才明白赫丘勒·白羅開始出現時就這麼老是多可怕的錯誤......我早該在寫完第三、四本小說後就放棄用他，從頭開始寫一個年輕許多的角色。」
此外，克莉絲蒂還曾將白羅評價為「彻头彻尾的自我主义者」。

## 银幕和舞台上的波罗
有好几位演员扮演过波罗。首先是1931年是由Austin Trevor扮演，之后著名的扮演者有电影版《东方快车谋杀案》中的亞伯·芬尼（Albert Finney）和系列电视剧《大侦探波罗》中的大卫·苏特（David Suchet），皮特·乌斯蒂诺夫（Peter Ustinov）、汤尼·兰朵（Tony Randall）、伊恩·霍姆（Ian Holm）、阿尔弗雷德·莫利纳（Alfred Molina）和肯尼斯·布萊纳（Kenneth Branagh）也都扮演过这个角色。大侦探波罗的故事在2004年被NHK制作成一部39集的动画片《阿嘉莎·克莉絲蒂的名偵探白羅與瑪波》，动画基于克里斯蒂的原著对故事情节进行了改编，加入了瑪波小姐的侄女来穿针引线，使二者破案的故事交替进行。